# Nick Herbert
Nicholas Le Quesne Herbert, Nam tước Herbert xứ South Downs, CBE (sinh ngày 7 tháng 4 năm 1963) là một chính khách đảng Bảo thủ Anh và là Nghị sĩ Quốc hội (MP) cho khu vực Arundel và South Downs từ năm 2005 đến 2019. Ông là Bộ trưởng Bộ Cảnh sát và Tư pháp hình sự, với thời gian tách ra giữa Bộ Nội vụ và Bộ Tư pháp từ năm 2010–2012.  Vào ngày 5 tháng 11 năm 2019, ông tuyên bố quyết định không tham gia bầu cử lại trong cuộc Tổng tuyển cử tháng 12 năm 2019. Vào ngày 31 tháng 7 năm 2020, Thủ tướng Boris Johnson thông báo rằng Herbert sẽ vào Viện Quý tộc.

## Đời tư
Herbert thích săn thỏ rừng kể từ khi còn nhỏ, dành 14 năm làm chủ nhân của chó Beagles Newmarket.  Trước đó, ông là bậc thầy của Trinity Foot Beagles và cũng đi săn với Chó săn chồn Essex và đi theo Chó rừng Cambridgeshire.
Herbert tham gia cùng bạn đời lâu dài của mình, Jason Eades, trong quan hệ kết hợp dân sự vào đầu tháng 1 năm 2009. Họ đã có mối quan hệ từ năm 1999.